# Australisch-belgische Beziehungen
Bilaterale Beziehungen zwischen Australien und Belgien entstanden im Jahr 1916 im Verlauf des Ersten Weltkriegs, als es zum Einsatz einer australischen Militärmission in Belgien kam.

## Geschichte
290.000 Australier kämpften von 1916 bis 1918 an der belgisch-französischen Front. Sie waren insbesondere mit zahlreichen Soldaten in Belgien in der Schlacht bei Messines am 7. Juni 1917 und an der Dritten Flandernschlacht bei Ypern vom 31. Juli bis 6. November 1917 beteiligt. In den drei Jahren fielen 12.500 Australier. Von der Hälfte der Gefallenen ist kein Grab bekannt.

## Bevölkerung
Während der australischen Volkszählung 2011 gaben 5762 Personen an, in Belgien geboren zu sein. Mehr als 10.000 erklärten, dass sie belgischer Abstammung sind.

## Politische Beziehungen
Australien betreibt eine Botschaft in der belgischen Hauptstadt Brüssel, Belgien eine in der australischen Hauptstadt Canberra.

### Staatsbesuche
Der australische Wirtschaftsminister Steven Ciobo besuchte vom 28. bis zum 29. April 2016 Brüssel, um Kontakte mit belgischen Geschäftsleuten zu knüpfen. Finanzminister Mathias Cormann, gebürtiger Belgier, leitete am ANZAC Day 2015 (25. April), die australische Delegation bei einer Gedenkfeier in Flandern. Der ANZAC Day ist der jährlich stattfindende, nationale Gedenktag Australiens, bei dem an die australischen, neuseeländischen und tongaischen Soldaten erinnert wird, die in einer verbündeten Streitmacht im Ersten Weltkrieg gefallen sind. Der Verteidigungsminister Kevin Andrews besuchte Belgien am ANZAC Day 2015.
Der damalige Kronprinz und heutige König Philippe besuchte Australien im November 2012.

## Wirtschaftliche Beziehungen
Im Jahre 2015 betrugen die australischen Exporte nach Belgien, hauptsächlich Kohle und andere Fossile Treibstoffe, etwa 1,2 Milliarden australische Dollar. Die Importe aus Belgien, die 2015 hauptsächlich aus Medikamenten, Personenkraftwagen und Textilien bestanden, lag zu dieser Zeit bei 1,6 Milliarden AUD.
Australien ist Belgiens 32-größtes Exportsziel und 40-größte Importquelle. Belgien ist Australiens 23-größtes Exportziel und 26-größte Importquelle.